# Stefaan Noreilde
Stefaan André Noreilde (Deinze, 30 april 1976) is een voormalig Belgisch politicus voor het liberale Open Vld.

## Levensloop
Noreilde studeerde in 1999 af als licentiaat in de rechten aan de Universiteit Gent. Van 1999 tot 2000 werkte hij als parlementair medewerker voor de liberale VLD-fractie in de Senaat en daarna was hij van 2000 tot 2003 kabinetsmedewerker van toenmalig minister van Justitie Marc Verwilghen. Tevens was hij van 2002 tot 2003 nationaal voorzitter van Jong VLD.
Bij de federale verkiezingen van mei 2003 stond Noreilde als tweede opvolger op de Senaatslijst van VLD. In juli 2003 kwam hij als rechtstreeks gekozen senator in de Senaat terecht, waar hij tot in juni 2007 zou blijven zetelen. Hij trad toe tot de commissie Binnenlandse Zaken en was van 2004 tot 2007 eerste ondervoorzitter van deze commissie. Voorts was hij vanaf 2006 lid van de Senaatscommissie Justitie. Bij de federale verkiezingen van juni 2007 bekleedde Noreilde de zevende plaats op de Kamerlijst van Open Vld in de kieskring Oost-Vlaanderen, maar hij raakte niet verkozen. Op lokaal politiek niveau was hij van 2007 tot 2012 dan weer gemeenteraadslid van Gent.
Na zijn parlementaire loopbaan was Noreilde in 2008 adviseur publieke sector bij het consultancybureau IBM Global Services. Nadien ging hij aan de slag bij de onafhankelijke zorgorganisatie Solidariteit voor het Gezin, het huidige i-mens. Van 2008 tot 2011 was hij er directeur competentiezorg, van 2011 tot 2020 directeur gezondheidszorg en sinds 2020 is hij adjunct-algemeen directeur.
Noreilde was eveneens van 2006 tot 2013 lid van de raad van bestuur van de elektriciteits- en gasnetbeheerder Eandis en van 2010 tot 2013 bestuurder bij de drinkwatermaatschappij TMVW. Daarnaast zetelde hij van 2006 tot 2022 in de raad van bestuur van De Gentse Haard, een sociale huisvestingsmaatschappij.